# Adrenaline Mob
Adrenaline Mob is een Amerikaanse heavymetal-supergroep, opgericht begin 2011 door zanger Russell Allen, gitarist Mike Orlando en drummer Mike Portnoy.

## Geschiedenis
Na de oprichting trad de band voor het eerst op in juni 2011 in New York. Hierbij werden zij vergezeld van slaggitarist Rich Ward en bassis Paul Di Leo. Om bekendheid te verkrijgen, plaatste de band een video van een cover van Black Sabbath, van het nummer The Mob Rules op YouTube. Nog in datzelfde jaar, op oudejaarsavond, maakte de band via Facebook bekend dat zij hun debuutalbum Omertà op 13 maart 2012 zouden uitbrengen. Hierbij maakten ze de albumhoes al bekend.
Een week later werd het vertrek van Ward en Di Leo bekendgemaakt. Ze konden hun werk bij andere bands niet combineren met Adrenaline Mob. John Moyer werd aangetrokken als nieuwe bassist. De band trad op in de nieuwe samenstelling op 12 maart, de vooravond van het uitbrengen van hun debuutalbum. Ook volgde een tournee in Amerika en Europa.
Een jaar later, op 12 maart 2013, bracht de band een ep uit onder de titel Covertà. Deze bevatte alleen covers. Vlak hierna bleek dat ook Mike Portnoy zijn andere bands (onder andere Transatlantic en Flying Colors) niet kon combineren met Adrenaline Mob. In december van hetzelfde jaar werd A.J. Pero (van Twisted Sister) als nieuwe drummer in de band opgenomen. Ook werd het nieuwe album Men of Honor aangekondigd, dat uit zou komen op 18 en 24 februari (respectievelijk Amerika en wereldwijd).
Op 4 augustus 2014 maakte Moyer via Facebook en Twitter bekend dat hij niet mee zou gaan op tournee. Adrenaline Mob maakte hierop bekend dat ze op zoek waren naar een nieuwe bassist. Deze vonden ze in Erik Leonhardt.
In februari 2015 bracht Adrenaline Mob een tweede coveralbum uit, Dearly Departed. Aansluitend gingen ze op tournee. Tijdens deze tournee overleed drummer A.J. Pero in zijn slaap in de toerbus. De volgende dag trad de band op als eerbetoon aan Pero met een aantal gastdrummers, waaronder voormalig drummer Mike Portnoy.
In maart 2017 kondigde de band op facebook een nieuw album aan, We the people, dat deels gebaseerd is op de Amerikaanse presidentsverkiezingen in 2016. Het album kwam uit op 2 juni van dat jaar. In hetzelfde bericht maakte de band bekend een nieuwe bassist en drummer te hebben gevonden, respectievelijk David "Dave Z" Zablidowsky en Jordan Cannata.
Op 14 juli 2017 wordt de RV camper onderweg tijdens hun tour geraakt door een vrachtwagen, er zijn meerdere gewonden en David Z. overleeft het ongeluk niet.

## Discografie
Studioalbums
- Omertà (2012)
- Men of Honor (2014)
- We the people (2017)

Ep's
- Adrenaline Mob (2011) - alleen als download
- Covertà (2013)
- Dearly Departed (2015)